# FK Jenisej Krasnojarsk
Futbolnij klub Jenisej (også kendt som FC Yenisey) er en russisk fodboldklub fra byen Krasnojarsk. Klubben spiller i landets bedste liga, den russiske Premier League, og har hjemmebane på Centralnij stadion. Klubben blev grundlagt i 1937 og rykkede op i den bedste russiske række i 2018.

## Historiske slutplaceringer
| Sæson   | Niveau | Liga           | Placering | Kilde |
| ------- | ------ | -------------- | --------- | ----- |
| 2016–17 | 2.     | FNL            | 3.        | [ 1 ] |
| 2017–18 | 2.     | FNL            | 3.        | [ 2 ] |
| 2018-19 | 1.     | Premier League | 16.       | [ 3 ] |
| 2019–20 | 2.     | FNL            | 14.       | [ 4 ] |
| 2020–21 | 2.     | FNL            | .         | [ 5 ] |

## Kendte spillere
- Barsegh Kirakosjan
- Artur Sarkisov
- Gennady Tumilovich
- Edgars Gauračs
- Konstantīns Igošins
- Oļegs Laizāns
- Valentīns Lobaņovs
- Serghei Alexeev
- Victor Bulat
- Valeriu Ciupercă
- Wladimir Baýramow
- Dmytro Tyapushkin
- Ihor Zhabchenko
- Enis Gavazaj
- Petar Zanev
- Fegor Ogude